# Ашарокен (Њујорк)
Ашарокен (енгл. Asharoken) град је у америчкој савезној држави Њујорк.

## Демографија
По попису из 2010. године број становника је 654, што је 29 (4,6%) становника више него 2000. године.
| Група             | 2000.       | 2010.       |
| Белци             | 594 (95,0%) | 612 (93,6%) |
| Афроамериканци    | 1 (0,2%)    | 1 (0,2%)    |
| Азијати           | 17 (2,7%)   | 13 (2,0%)   |
| Хиспаноамериканци | 12 (1,9%)   | 20 (3,1%)   |
| Укупно            | 625         | 654         |